# Communauté de communes du Grand Cubzaguais
La communauté de communes du Grand Cubzaguais est un établissement public de coopération intercommunale (EPCI) français, situé dans le département de la Gironde, en région Nouvelle-Aquitaine.

## Historique
La communauté de communes du Grand Cubzaguais a été créée le 1er décembre 2000 sous le nom de « Communauté de Communes du Cubzaguais » (CCC).
Le 1er janvier 2016, les communes d'Aubie-et-Espessas, Salignac et Saint-Antoine fusionnent pour former la commune de Val de Virvée ; la communauté compte alors 8 communes.
Le 1er janvier 2017, elle s'étend aux communes de Bourg, Lansac, Mombrier, Prignac-et-Marcamps, Pugnac, Saint-Trojan, Tauriac et Teuillac, issues de l'ancienne communauté de communes du canton de Bourg ; elle fédère alors 16 communes et change de nom pour devenir la communauté de communes du Grand Cubzaguais.

## Territoire communautaire

### Géographie
Située au centre-nord  du département de la Gironde, la communauté de communes du Grand Cubzaguais regroupe 16 communes et présente une superficie de 151,2 km2.

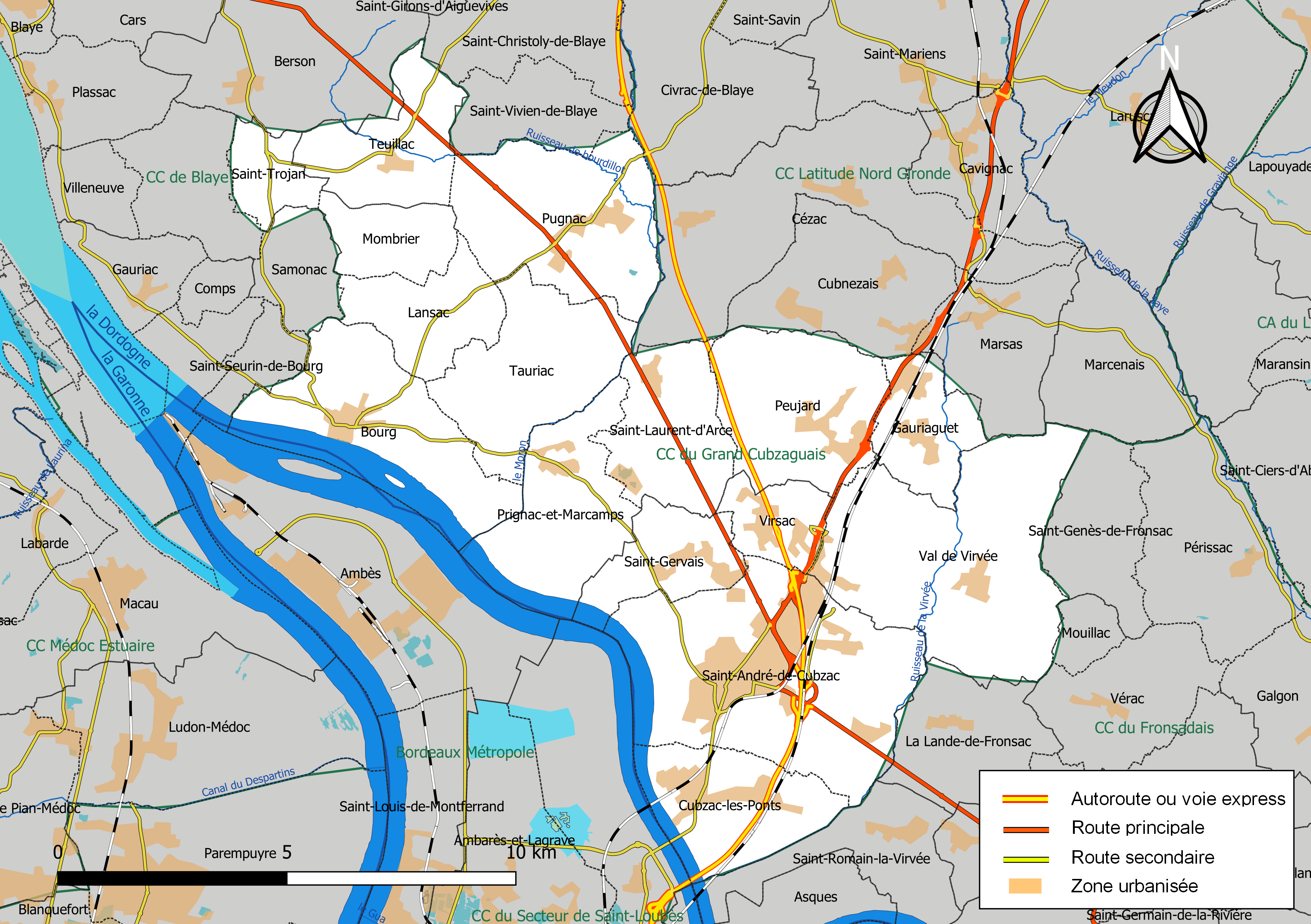
Carte de la communauté de communes du Grand Cubzaguais au 1er janvier 2019.

### Composition

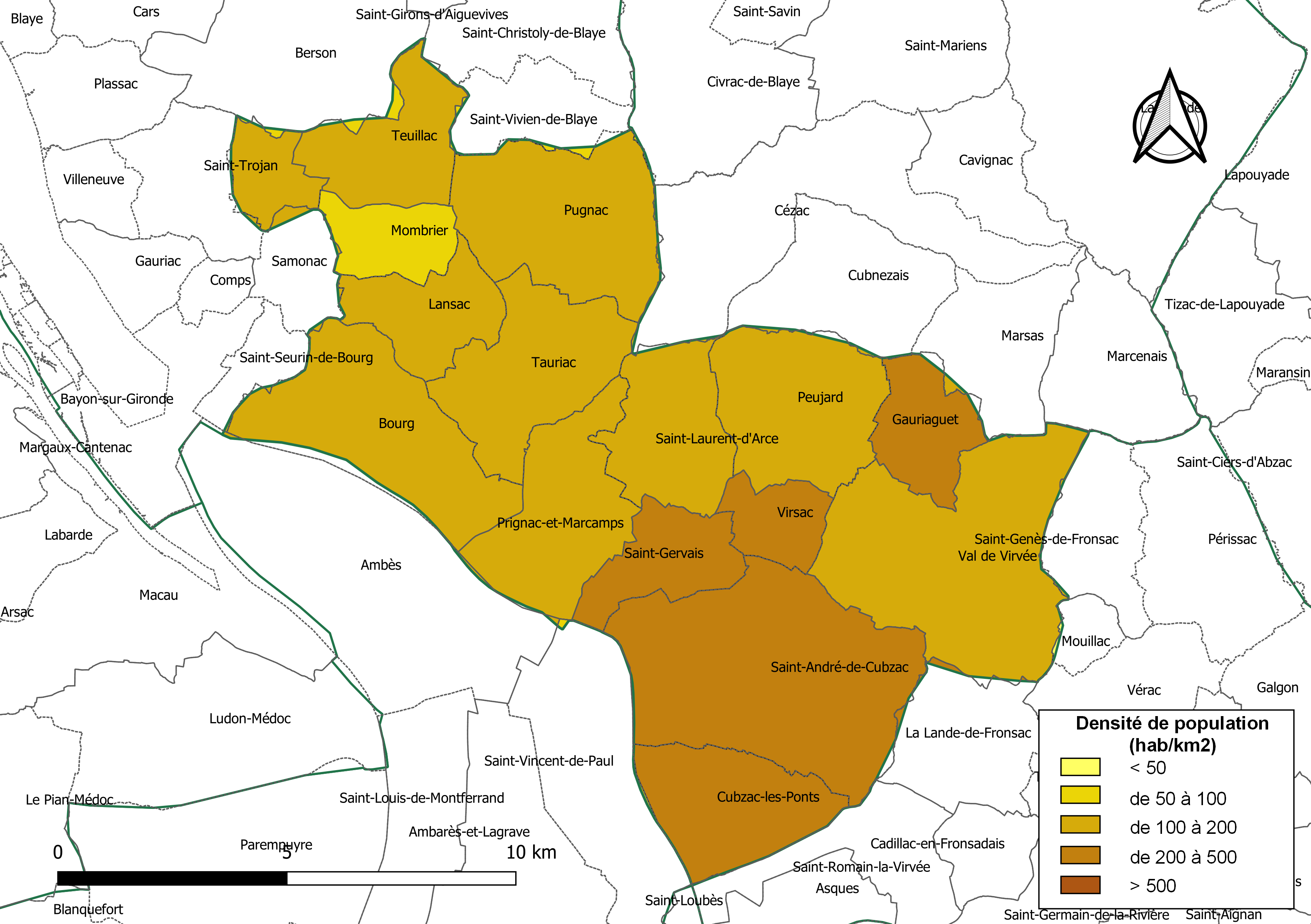
Carte des densités de population (millésimée 2016) des communes de la communauté de communes du Grand Cubzaguais. Composition en communes au 1er janvier 2019.

La communauté de communes est composée des 16 communes suivantes :

| Nom                           | Code Insee | Gentilé          | Superficie (km2) | Population (dernière pop. légale) | Densité (hab./km2) |
| ----------------------------- | ---------- | ---------------- | ---------------- | --------------------------------- | ------------------ |
| Saint-André-de-Cubzac (siège) | 33366      | Cubzaguais       | 23,15            | 12 786 (2022)                     | 552                |
| Bourg                         | 33067      | Bourquais        | 10,54            | 2 264 (2022)                      | 215                |
| Cubzac-les-Ponts              | 33143      | Cubzaquais       | 8,92             | 2 637 (2022)                      | 296                |
| Gauriaguet                    | 33183      | Gauriaguetains   | 5,37             | 1 537 (2022)                      | 286                |
| Lansac                        | 33228      | Lansacois        | 6                | 671 (2022)                        | 112                |
| Mombrier                      | 33285      | Mombriacais      | 4,25             | 465 (2022)                        | 109                |
| Peujard                       | 33321      | Peujardais       | 10,98            | 2 191 (2022)                      | 200                |
| Prignac-et-Marcamps           | 33339      | Prignacais       | 9,66             | 1 457 (2022)                      | 151                |
| Pugnac                        | 33341      | Pugnacais        | 13,53            | 2 417 (2022)                      | 179                |
| Saint-Gervais                 | 33415      | Gervaisiens      | 5,58             | 1 981 (2022)                      | 355                |
| Saint-Laurent-d'Arce          | 33425      | Saint-Laurentais | 8,07             | 1 553 (2022)                      | 192                |
| Saint-Trojan                  | 33486      | Saint-Trojanais  | 3,05             | 368 (2022)                        | 121                |
| Tauriac                       | 33525      | Tauriacois       | 10,51            | 1 330 (2022)                      | 127                |
| Teuillac                      | 33530      | Teuillacais      | 7,15             | 882 (2022)                        | 123                |
| Val de Virvée                 | 33018      | Virvéens         | 20,79            | 3 744 (2022)                      | 180                |
| Virsac                        | 33553      | Virsacais        | 3,6              | 1 283 (2022)                      | 356                |

### Démographie
| 1968   | 1975   | 1982   | 1990   | 1999   | 2006   | 2011   | 2016   | 2022   |
| ------ | ------ | ------ | ------ | ------ | ------ | ------ | ------ | ------ |
| 17 064 | 18 179 | 21 153 | 24 185 | 25 461 | 28 025 | 31 255 | 34 442 | 37 566 |

## Administration

### Le siège
Le siège de la communauté de communes est situé 365 avenue Boucicaut à Saint-André-de-Cubzac.

### Les élus
L'administration de l'intercommunalité repose, à compter du renouvellement général des conseils municipaux de mars 2014, sur 27 délégués titulaires, à raison de deux délégués par commune membre, sauf Saint-André-de-Cubzac qui en dispose de dix, Cubzac-les-Ponts de trois et Saint-Antoine et Virsac d'un chacune.

### Présidence
| Période                                  | Période       | Identité          | Étiquette | Qualité                                       |
| ---------------------------------------- | ------------- | ----------------- | --------- | --------------------------------------------- |
| 2000                                     | novembre 2012 | Christian Mabille | PS        | Maire de Peujard (1983-2022)                  |
| novembre 2012                            | avril 2014    | Alain Pastureau   | PS        | Conseiller municipal de Saint-André-de-Cubzac |
| avril 2014                               | juillet 2020  | Alain Dumas       | LREM      | Maire de Saint-Gervais (2001-2018)            |
| juillet 2020                             | En cours      | Valérie Guinaudie | PS        | Maire de Mombrier (2012-)                     |
| Les données manquantes sont à compléter. |               |                   |           |                                               |

Le président est assisté de 8 vice-présidents :
- Célia Monseigne, maire de Saint-André-de-Cubzac, vice-présidente chargée de la Cohérence, de la planification et des Solidarités territoriales
- Alain Tabone, maire de Cubzac-les-Ponts, vice-président chargé du Développement économique, de l'emploi et de la formation
- Pierre Joly, maire de Bourg, vice-président chargé du développement touristique et de l'animation du territoire
- Serge Jeannet, adjoint au Maire de  Gauriaguet, vice-président chargé des Solidarités, de la Petite-Enfance, de l'Enfance, de la Jeunesse et de la Vie Associative
- Michaël Fuseau, adjoint au Maire de Pugnac, vice-président chargé de l'Économie numérique et de l'innovation
- Mickaël Courseaux, adjoint au Maire de Saint-André-de-Cubzac, vice-président chargé de la transition écologique et des Mobilités
- Sylvain Guinaudie, conseiller municipal de Val de Virvée, vice-président chargé des finances et des mutualisations
- Patrice Gallier, Maire de Saint-Gervais, vice-président chargé du Patrimoine communautaire

### Compétences
La Communauté de Communes exerce des compétences transférées aux lieu et place des communes membres.
Certaines compétences sont obligatoires, d’autres sont optionnelles :
- Développement économique d’intérêt communautaire ;
- Aménagement de l’espace ;
- Politique du logement et du cadre de vie ;
- Création, aménagement et entretien de la voirie ;
- Construction, entretien et fonctionnement d’équipement et de services culturels, sportifs et d’enseignement ;
- Protection et mise en valeur de l’environnement ;
- Actions en faveur de la petite enfance et de la jeunesse ;
- Actions sociales ;
- Prestations de services ;
- Transports ;
- Autres services à la population ;
- Création d’une maison de la Communauté de Communes ;
- Adhésion à des structures de coopération intercommunale ;
- Actions culturelles.